# Ponte di Veja
Il ponte di Veja è un arco naturale con una arcata di circa quaranta metri, uno spessore minimo di nove metri e una larghezza di venti metri.

## Ubicazione
Si trova a strapiombo sull'alta Valpantena nel comune di Sant'Anna d'Alfaedo, poco distante dal confine con il comune di Grezzana (VR) e situato al di sotto della contrada Crestena e della frazione Giare. È ad una altitudine di 602 m s.l.m. sul percorso del sentiero europeo numero 5. Il ponte è all'incrocio degli impluvi delle vallette di Crestena e Fenile, la continuazione dell'impluvio porta in Valpantena.

## Nascita
Il ponte è frutto dell'evoluzione naturale di una grotta. L'ipotesi più plausibile la propone Giuseppe Corrà. In principio vi era un covolo, una caverna carsica. La struttura della caverna era rappresentata da una sorta di architrave costituita dall'attuale ponte con al di sotto calcari più erodibili. Il corso prevalentemente torrentizio delle acque passava sopra il ponte formando una cascata. 
Molto lentamente si crearono degli inghiottitoi che portarono il corso delle acque all'interno della grotta e che scavarono la parte più debole risparmiando l'arco del ponte, costituito da lastriformi calcari del Rosso ammonitico. Attualmente il torrente scorre al di sotto, tra grandi massi di crollo, alimentato anche dalla sorgente della Grotta dell'Acqua.

## Il ponte di Veja nell'arte
Il ponte, per la sua struttura insolita, ha sempre attratto gli artisti. Probabilmente il più famoso fu Andrea Mantegna che lo riprodusse a Mantova nel Palazzo Ducale all'interno degli affreschi della Camera degli Sposi.
La vulgata popolare riporta che Dante Alighieri, esiliato a Verona e ospite di Cangrande della Scala, vi si ispirò per le Malebolge..
Il gigantesco castagno (albero di castagne) presente nelle immediate vicinanze viene tuttora detto il Castagno di Dante.
Il videoclip della canzone "Quando una stella muore" di Giorgia è ambientato presso il ponte e le grotte circostanti. Nel videoclip il ponte è visibile in diverse scene.

## La presenza preistorica
Ai lati della base del ponte vi sono alcune grotte abitate in periodo preistorico. Gli studi e gli scavi iniziarono nel 1932 e furono condotti, tra gli altri, da Achille Forti, Ramiro Fabiani e Raffaello Battaglia. Successivamente l'area fu studiata dal Museo Civico di Storia Naturale di Verona e attualmente dall'Istituto di Geologia dell'Università di Ferrara. 
Molti dei ritrovamenti, costituiti da reperti che testimoniano la presenza di una industria litica basata sulla lavorazione delle selci, abbondantemente presenti nelle rocce affioranti nell'area, sono esibiti nel Museo Paleontologico e Preistorico di Sant'Anna d'Alfaedo (VR) che raccoglie reperti che vanno dal Ponte di Veja ai bacini del comune di Fumane.
Le stime della presenza umana partono dal Paleolitico superiore e risalgono a 100.000 anni fa, la permanenza dovrebbe essere durata fino alla fine del secondo millennio a.C., periodo di probabile decadenza degli estrattori di selci a causa della diffusione dei metalli in quantità sufficiente per la realizzazione dei manufatti che prima venivano fatti in selce. 
Gli abitanti vicino al ponte dovevano essere abili artigiani nel lavoro della selce costruendo frecce, aghi e punte. Come per altre comunità della zona si sono trovati loro manufatti in molte parti dell'Europa, dal nord della Francia fino in Polonia.